# Rendezvous (Sandy Denny)
Rendezvous è un album di Sandy Denny pubblicato nel 1977.

## Tracce
1. I Wish I Was A Fool For You – 4:31
2. Gold Dust – 3:56
3. Candle In The Wind – 4:11
4. Take Me Away – 4:27
5. One Way Donkey Ride – 3:39
6. I'm A Dreamer – 4:49
7. All Our Days – 7:29
8. Silver Threads And Golden Needles – 3:44
9. No More Sad Refrains – 2:52
10. Full Moon – 4:30